# Francesco Saverio Caruana
Francesco Saverio Caruana   (Żebbuġ, 7 de juliol de 1759 - Mdina, 17 de novembre de 1847) va ser un prelat maltès que va ser bisbe de Malta des de 1831 fins a la seva mort el 1847. També va ser un líder rebel durant l'aixecament maltès de 1798-1800.
Caruana va néixer a Żebbuġ el 7 de juliol de 1759. Als 24 anys va ser ordenat sacerdot per l'arquebisbe Vincenzo Labini i el 1796 va esdevenir canonge del capítol de la catedral de Mdina. Durant l'ocupació francesa de Malta el canonge Caruana va ser nomenat membre de la Commission de gouvernement (comissió de govern) però va dimitir un temps després quan va veure que no podia impedir que els francesos establissin lleis injustes i quan van començar a robar precioses obres d'art a les esglésies malteses. El canonge Caruana va tenir un paper destacat en l'aixecament maltès contra els francesos i en portar els britànics a Malta junt amb Vincenzo Borg. Durant la revolta, va ser el comandant dels batallons de Żebbuġ i Siġġiewi. El camp i la bateria de Tas-Samra van quedar sota el seu comandament general.
El 1822 Caruana va ser nomenat ardiaca de la catedral i el 1829 va ser nomenat administrador diocesà a la mort del bisbe Ferdinando Mattei. Dos anys més tard, el papa Gregori XVI el va nomenar successor de Mattei i va ser consagrat el 15 de maig de 1831 per Publio Maria Sant, que finalment es convertiria en el seu successor el 1847 El bisbe Caruana va morir l'any 1847, als 88 anys, després de 16 anys com a bisbe.